# Polizón a bordo
Polizón a bordo es una película española dirigida por Florián Rey en 1941. Obtuvo un gran éxito de público, siendo durante décadas la película con mayor recaudación del cine español .[cita requerida]
La película constituyó el primer gran éxito de la productora de Cesáreo González, Suevia Films, y llevó a todo el reparto a la cumbre del cine español. 

## Sinopsis
La historia cuenta emigración de un gallego, Manucho Loreiro que parte a hacer fortuna en compañía de un amigo como polizón a América. La fortuna se ceba en el amigo pobre volviendo rico y consiguiendo los amores de la chica pero equivocando a todos haciéndose pasar por pobre y por rico al amigo que ha vuelto desventurado, provocándose un montón de líos.

## Reparto
- Ismael Merlo como Antonio.
- Antonio Casal como Manucho.
- Lina Yegros como Rosiña
- Guadalupe Muñoz Sampedro
- Tony d´Algy como señorito.
- Salvador Videgain como el alcalde.
- Anselmo Fernández como galleguiño.
- Charito Leonis la pastelera.
- Xan Das Bolas el sereno.
- Fernando Sancho como camarero.